# Specchia
Specchia é uma comuna italiana da Apúlia, província de Lecce, com cerca de 4.937 habitantes. Estende-se por uma área de 25 km², tendo uma densidade populacional de 197 hab/km². Faz fronteira com Acquarica del Capo, Alessano, Miggiano, Presicce, Ruffano, Tricase.
Pertence à rede das Aldeias mais bonitas de Itália.

## Demografia
| Variação demográfica do município entre 1861 e 2011                               |
|                                                                                   |
| Fonte: Istituto Nazionale di Statistica (ISTAT) - Elaboração gráfica da Wikipedia |